# Lepidostoma neboissi
Lepidostoma neboissi är en nattsländeart som beskrevs av Weaver och Huisman 1992. Lepidostoma neboissi ingår i släktet Lepidostoma och familjen kantrörsnattsländor. Inga underarter finns listade i Catalogue of Life.